# Caenohalictus iodurus
Caenohalictus iodurus är en biart som först beskrevs av Joseph Vachal 1903.  Caenohalictus iodurus ingår i släktet Caenohalictus och familjen vägbin. Inga underarter finns listade.